# ریکاکو آیکاوا
ریکاردو آیکاوا (انگلیسی: Rikako Aikawa؛ زاده ۷ اکتبر ۱۹۶۷) یک صداپیشه اهل ژاپن است.